# Sarsing
Sarsing (syriska ܣܪܣܢܓ, kurdiska Sersing سه‌رسنك) är en assyrisk stad i provinsen Dahuk i norra Irak. Staden är belägen cirka 41 kilometer nordost om Duhok, på en yta av 918 km². cirka 1046 meter över havet.

## Etymologi
Ortnamnet Sarsing kommer en sammansättning av de två kurdiska orden "sar" ("på") och sing ("bröst").